# Brot und Rosen (Slogan)
Der Slogan Brot und Rosen stammt aus einer Rede der New Yorker Gewerkschafterin Rose Schneiderman im Jahr 1911: The woman worker needs bread, but she needs roses too. Er wurde in das Gedicht Bread and Roses von James Oppenheim aufgenommen, das in demselben Jahr im American Magazine veröffentlicht wurde und den Frauen im Westen gewidmet ist. 1912 wurde Brot und Rosen als Parole beim Streik von mehr als 20.000 Textilarbeiterinnen in Lawrence, Massachusetts bekannt. Seitdem gehört das Gedicht zur Internationalen Gewerkschaftsbewegung und zur Frauenbewegung (Internationaler Frauentag, Weltfrauentag).

## Traditionsgeschichtlicher Hintergrund
Im Hintergrund des Slogans steht das Rosenwunder der Elisabeth von Thüringen, die – so die Legende – gegen den Willen des Ehemannes (oder seiner Mutter) Brot zu den Armen geschmuggelt haben soll. Als sie dabei ertappt wurde, fanden sich nur Rosen in ihrem Korb (bzw. ihrer Schürze). Der Slogan nimmt diese Legende auf, aber gibt ihr einen neuen Inhalt: Wir wollen nicht Brot oder Rosen, wir wollen beides. Dabei steht das Brot für das Lebensnotwendige, die Rose für Würde und Wertschätzung.

## Geschichtlicher Hintergrund
Bei dem „Brot-und-Rosen-Streik“ kämpften Frauen, die aus über 40 Nationen stammten, für ihre Interessen. Sie forderten nicht nur gerechten Lohn (Brot), sondern auch eine menschenwürdige Arbeits- und Lebensumgebung (Rosen). Der Streik wurde von der IWW (Industrial Workers of the World) organisiert und führte dazu, dass die Arbeiter und Arbeiterinnen eine Lohnerhöhung von bis zu 25 Prozent und eine gerechtere Bezahlung von Überstunden erhielten. Auch wurde zugesagt, dass Streikende in Zukunft nicht mehr diskriminiert werden sollen.

## Lied
Das Gedicht Bread and Roses wurde erstmals 1917 von Caroline Kohlsaat (Pseudonym: Martha Coleman) in einem marschartigen 4/4-Takt vertont.

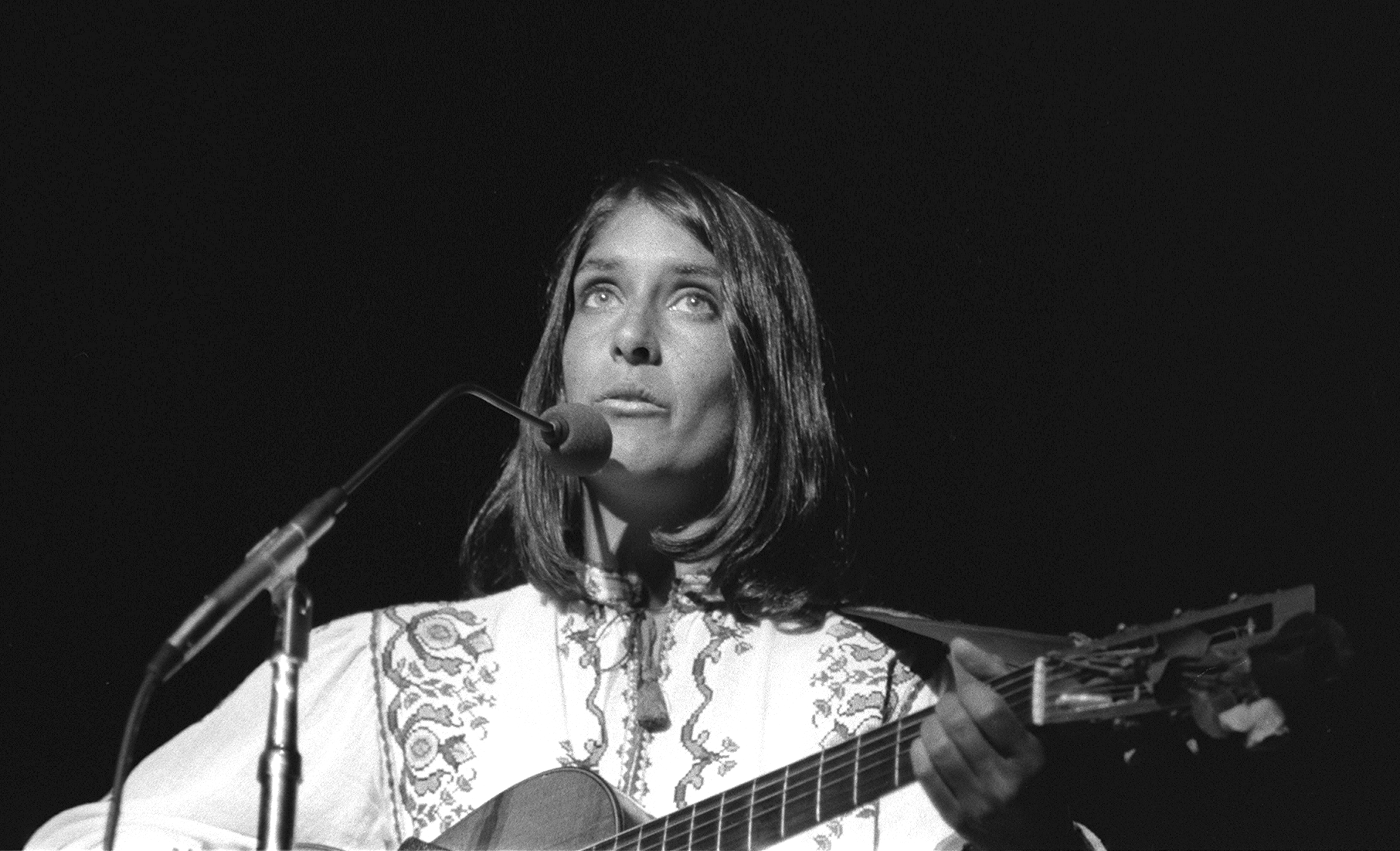
Mimi Fariña (1975)

Mimi Fariña, die Schwester von Joan Baez, vertonte das Gedicht als „Hymne“ im 4/4-Takt 1976. Diese Version wurde von verschiedenen Interpreten und Interpretinnen wie Judy Collins, Ani DiFranco, Utah Phillips oder John Denver aufgenommen. Im Film Pride wird das Lied in einer ergreifenden Version gesungen.
Die bekannteste Übertragung ins Deutsche wurde 1978 von Peter Maiwald geschaffen und von Renate Fresow im 3/4-Takt neu vertont. Eine weitere Übersetzung stammt von Ruth Manley. Die Liedermacherin HüperBel hat den Text nachgedichtet.

## Weitere Adaptionen
im Jahr 1993 gründet sich – beeinflusst von der ökumenischen Gemeinschaft in Taizé und der US-amerikanischen Katholischen Arbeiterbewegung – die ökumenische Basisgemeinschaft „Brot und Rosen“ in Hamburg, die sich für gemeinsames Leben, Gerechtigkeit und Frieden sowie die Versorgung obdachloser Flüchtlinge einsetzt. Sie betreibt ein Haus der Gastfreundschaft in Hamburg-Uhlenhorst. Hier stehen Brot und Rosen nicht nur für Versorgung mit dem Lebensnotwendigen und der Anerkennung von Würde, sondern auch für Spiritualität und Sinnstiftung.